# Le Petit Picador jaune
 (juin 2024).
Si vous disposez d'ouvrages ou d'articles de référence ou si vous connaissez des sites web de qualité traitant du thème abordé ici, merci de compléter l'article en donnant les références utiles à sa vérifiabilité et en les liant à la section « Notes et références ».
Le Petit Picador jaune (en espagnol : El picador amarillo) est une peinture de Pablo Picasso datant de 1890. Il s'agit d'une petite toile de 24 × 19 cm représentant une scène de tauromachie, un thème récurrent dans l'œuvre de l'artiste tout au long de sa carrière. Cette peinture est particulièrement significative car elle est l'une des premières créations de l'artiste, réalisée alors qu'il n'a que huit ans.

## Description
La peinture représente un picador, un torero à cheval, vêtu de jaune au centre d'une arène. Le picador est armé d'une pique, prêt à affronter le taureau. Le tableau est caractérisé par des couleurs vives et une composition dynamique qui capturent l'énergie et l'excitation de la corrida. Les couleurs utilisées, notamment le jaune éclatant du costume du picador, attirent l'œil du spectateur.

## Analyse de l'œuvre
Le Petit Picador jaune annonce plusieurs thèmes et motifs qui deviendront centraux dans l'œuvre de Picasso, notamment la fascination pour la tauromachie et l'utilisation audacieuse de la couleur. Tout au long de sa carrière, Picasso revisite souvent les scènes de corrida, en les intégrant dans divers styles artistiques qu'il explore, du cubisme[Par exemple ?] au surréalisme[Par exemple ?].

## Héritage
Le Petit Picador Jaune est souvent considéré comme une démonstration précoce de la maîtrise et du potentiel artistique de Picasso. Aussi, bien que créée à un âge très jeune, cette peinture est précieuse pour comprendre les racines de l'art de Picasso. Elle est souvent citée comme une preuve de son talent inné et de son développement artistique fulgurant[réf. nécessaire]. Le Petit Picador jaune est aujourd'hui conservé dans la collection privée de la famille Picasso.